# فرانی نه
فرانی نه (انگلیسی: Fran No؛ زادهٔ ۳ اکتبر ۱۹۹۱) بازیکن فوتبال اهل اسپانیا است.
از باشگاه‌هایی که در آن بازی کرده‌است می‌توان به باشگاه فوتبال رئال بتیس و باشگاه فوتبال رئال وایادولید اشاره کرد.